# N-苯基-N-(4-吡啶基)丙酰胺
N-苯基-N-(4-吡啶基)丙酰胺是一种有机化合物，化学式为C14H14N2O。它可由N-苯基-4-氨基吡啶和丙酸酐反应制得。它和2-溴乙基苯反应，可以得到N-苯基-N-(1-苯乙基吡啶鎓-4-基)丙酰胺溴化物。它在二氧化铂催化下，于含三氟乙酸的甲醇中可以选择性加氢，得到去苯乙基芬太尼。